# Zagrebački hipodrom
Zagrebački hipodrom, službenog naziva Hipodrom Zagreb, hipodrom je za preponske, dresurne, daljinske utakmice i konjičke trke koji se nalazi na Kajzerici, gradskom naselju Novog Zagreba u Hrvatskoj. Na sjeveru je omeđen rijekom Savom, blizu jezera Bundek. Građen je između 1947. i 1950. godine prema pariškom hipodromu Longchamp u svrhu razvoja cjelokupnog konjičkog sporta u Zagrebu, a kao dio velebnog i planiranog, ali nikada završenog projekta Olimpijskog centra Hrvatske.

## Povijest
Svečano je otvoren 1948. godine, a od 1952. godine Konjički klub Zagreb (kasnije Konjičko društvo Zagreb) preuzeo je upravljanje i vlasništvo.
Nekada se prostirao na 65 ha, ali se s vremenom smanjio na 47 hektara površine. Imao je tri travnate trkaće staze od 1000, 1600 i 2400 metara duljine, ali je najduža traka i staza poslije Ljetne univerzijade 1987. uklonjena kako bi se napravio prostor za zatvorenu jahaonicu koja služi za natjecanja u preponskim i dresurnim disciplinama. Prostor za utrke s preponama nalazi se na zapadnoj strani pored zatvorene jahaonice i sastoji se od travnatog i pješčanog parkura.
Staze su imale odvodnjavanje i bile su omeđene brezovom ogradom, a tribina je bila urezana u pješčani nasip. Ograda od živice je uklonjena za potrebe održavanja misnog slavlja pape Ivana Pavla II. 1994. godine, koji je misom na hipodromu proslavio svoj 74. rođendan i okupio milijun ljudi. Misu je na hipodromu također održao i papa Benedikt XVI. 2011. godine pred oko 300 000 vjernika.
Zahvaljujući naporima predsjednika KK Zagreba Artura Blažeka Hipodrom je opstao, a od 1989. je izgrađena montažna tribina, fiksna ograda i štalski prostor od 7 štala za 175 konja. Na Zagrebačkom se hipodromu održava velik broj domaćih natjecanja i treninga u organizaciji Zagrebačkog konjičkog saveza i ostalih klubova članica saveza, a najvažniji je događaj Lipanjski turnir koji se godišnje održava od 1955. godine, na kojem se tradicionalno natječe 120 – 180 parova jahača iz Hrvatske i susjednih država. Na Hipodromu se također održavaju Zagreb Open, Prvenstvo Grada Zagreba, Batida kup, Croatia Cup, Prvenstva Hrvatske za sve uzraste i razni Memorijalni turniri.
Zagrebački hipodrom često je kritiziran zbog lošeg upravljanja, loše održavanih staza i malih štala koje ne zadovoljavaju zdravstvene i sigurnosne zahtjeve. Bivši gradonačelnik Zagreba Milan Bandić neuspješno ga je pokušavao zatvoriti tijekom 2010-ih godina radi pravljenja mjesta za neostvareni projekt „Zagreb City”.
Ulica koja prolazi uz glavni ulaz na hipodrom, najdulja ulica u naselju, imenovana je po Radoslavu Cimermanu, višestrukom prvaku Jugoslavije, Balkana u konjičkome sportu koji je 1974. na treningu pao sa svog konja Kavalira i preminuo u 37. godini života.

## Koncerti
Hipodrom je služio i za koncerte Thompsona, Rolling Stonesa, Eda Sheerana, Iron Maidena, Red Hot Chili Peppersa i Metallice.
| Datum              | Izvođač                 | Turneja                 | Posjećenost |
| ------------------ | ----------------------- | ----------------------- | ----------- |
| 5. srpnja 2025.    | Marko Perković Thompson | Hodočasnik              | 485 430     |
| 20. kolovoza 1998. | Rolling Stones          | Bridges to Babylon Tour | 76 000      |
| 10. kolovoza 2024. | Ed Sheeran              | +–=÷× Tour              | 70 000      |
| 29. kolovoza 2012. | Red Hot Chili Peppers   | I'm with You World Tour | 35 000      |
| 16. svibnja 2010.  | Metallica               | World Magnetic Tour     | 30 000      |

## Vanjske poveznice
- Fotogalerija Zagrebačkog hipodroma – Telegram.hr
- Zagrebački konjički savez – zgkonji.hr